# Спильник, Николай Валентинович
Николай Валентинович Спильник (род. 1926) — советский передовик производства в строительно-монтажной промышленности. Герой Социалистического Труда (1966).

## Биография
Родился в 1926 году в селе Быченка, Кировоградской области, Украинская ССР в многодетной крестьянской семье.
В период Великой Отечественной войны, после окончания школы, начал работать почтальоном колхоза «Красный хлебороб».
С 1945 года после окончания войны Н. В. Спильник был направлен колхозом в школу фабрично-заводского образования №15 в городе Днепропетровск. С 1946 года работал слесарем-монтажником на Днепропетровском заводе металлоконструкций имени И. В. Бабушкина.
Н. В. Спильник участвовал в изготовлении и установке шлюзовых ворот для Волго-Донского канала, колонн для Московского государственного университета, конструкций для Дворца культуры и науки в Варшаве, металлоконструкций первой в мире цельносварной доменной печи, делал сборку стрел шагающих экскаваторов. Кроме специальности слесаря-монтажника Н. В. Спильник освоил специальности — рубщика, сварщика и автогенщика.
22 июля 1955 года  Указом Президиума Верховного Совета СССР Н. В. Спильник «за отличие в труде»  был награждён Орденом Знак Почёта.
26 июля 1966 года «за выдающиеся успехи, достигнутые в выполнении заданий семилетнего плана в капитальном строительстве» Указом Президиума Верховного Совета СССР Николай Валентинович Спильник был удостоен звания Героя Социалистического Труда с вручением Ордена Ленина и золотой медали «Серп и Молот».
После выхода на пенсию в конце 1980-х годов живет в городе Днепропетровске.

## Награды
- Медаль «Серп и Молот» (26.07.1966)
- Орден Ленина (26.07.1966)
- Орден Знак Почёта (22.07.1955)